# Joe Gallagher
Joseph Gerard Gallagher (4 de mayo de 1964) es un Gran Maestro de ajedrez británico, así como un autor de ajedrez.
De padres irlandeses, Gallagher fue el mayor (sus hermanas Catherine, Noreen, Pauline y Marie y su hermano Stephen también jugaron al ajedrez). Su hermana Marie también jugó al ajedrez a nivel internacional a la edad de 11. Jugó durante muchos años en el circuito europeo, antes de casarse y trasladarse a Neuchâtel en Suiza, obteniendo la nacionalidad suiza. En 2001 obtuvo el título de Gran Maestro y ganó el Campeonato de Gran Bretaña de ajedrez y el Campeonato de Suiza de ajedrez lo ha ganado en 1997, 1998, 2004, 2005 y 2007.
Gallagher es un notable autor en varios aspectos de la teoría de aperturas de ajedrez, siendo un experto de la Defensa india de rey con negras y del Gambito de rey con blancas. Gallagher fue uno de los cuatro escritores del volumen popular, Las Aperturas de Ajedrez de Nunn (Everyman Chess 1999). 

## Libros
- Gallagher, Joe (1992). Ganando con el Gambito de Rey. Batsford. ISBN 0-7134-6944-7.
- Gallagher, Joe (1995). Defensa India de Rey. Variante Samisch. Batsford. ISBN 0-8050-3902-7.
- Gallagher, Joe (1998). La Trompowsky. Chess Press. ISBN 1-901259-09-9.
- Gallagher, Joe (2000). 101 Ideas de Ataque en Ajedrez. Gambit Publications. ISBN 1-901983-20-X.
- Gallagher, Joe (2001). La Magia de Mikhail Tal. Everyman Chess. ISBN 1-85744-266-0.
- Gallagher, Joe (2002). Empezando: la Caro-Kann. Everyman Chess. ISBN 1-85744-303-9.
- Gallagher, Joe (2002). Empezando: La India de Rey. Everyman Chess. ISBN 1-85744-234-2.
- Gallagher, Joe (2003). Empezando: La Pirc/Moderna. Everyman Chess. ISBN 1-85744-336-5.
- Gallagher, Joe (2004). Jugando la India de Rey. Everyman Chess. ISBN 1-85744-324-0.